# Tomás Allende (baloncestista)
Tomás Allende (San Miguel de Tucumán, 25 de octubre de 2002) es un baloncestista argentino que se desempeña en la posición de base en San Antonio Gold de la Liga BásquetPro de Ecuador.

## Trayectoria

### Clubes
| Club                          | País      | Año             |
| ----------------------------- | --------- | --------------- |
| Quimsa                        | Argentina | 2018 - 2020     |
| Hispano Americano             | Argentina | 2020 - 2021     |
| Ameghino de Villa María       | Argentina | 2021 - 2022     |
| Independiente BBC             | Argentina | 2022 - 2023     |
| Independiente de General Pico | Argentina | 2023            |
| Racing Club Chivilcoy         | Argentina | 2023 - 2024     |
| Argentino de Junín            | Argentina | 2024 - 2025     |
| San Antonio Gold              | Ecuador   | 2025 - Presente |

## Selección nacional
Allende formó parte del combinado argentino que disputó el Campeonato Sudamericano de Baloncesto Sub-17 de 2019.